# Lamarckisme
Lamarckism er en teori om evolution baseret på Jean-Baptiste Lamarcks teorier om, at livet på jorden har udviklet sig igennem evolution. Det var den første sammenhængende teori om evolution, som kom til at påvirke Charles Darwin, da han udviklede sin teori om evolution.
Lamarckisme er forbundet med den tro, at erhvervede karakteristika for en organisme nedarves til afkom. Hvad Lamarck oprindeligt observerede var, at ændringer i miljøet og vaner går hånd i hånd med ændringer i organismens bygningen, så der opstår nye arter. Darwin tilføjede ganske vist der er en naturlig selektion i kampen om ressourcer, men ingen af dem vidste virkelig, hvordan egenskaber nedarves fra en generation til en anden.
Først fornylig er Lamarck begyndt at blive set i et mere positivt lys, især fordi han var den første, der antog en sammenhæng mellem evolution og dets omgivende miljø.